# Metaphaenodiscus capensis
Metaphaenodiscus capensis är en stekelart som beskrevs av Annecke 1974. Metaphaenodiscus capensis ingår i släktet Metaphaenodiscus och familjen sköldlussteklar. Inga underarter finns listade i Catalogue of Life.